# Чёрный дождь (фильм, Япония)
«Чёрный дождь» (яп. 黒い雨 Kuroi ame) (англ. Black Rain) — японский фильм-драма режиссёра Сёхэя Имамуры, вышедший на экраны в 1989 году, который снят по мотивам одноимённого романа Масудзи Ибусэ.

## Сюжет
Сюжет фильма основан на записях дневника Сидзумы Сигэмацу в Хиросиме в 1945 году, после падения атомной бомбы, и в настоящее время, в 1950-м году, когда он и его жена Сигэко стали опекунами для их племянницы Ясуко. Ясуко пыталась устроить брак трижды, но все эти попытки срывались из-за опасений очередного жениха, что она попала под чёрный дождь.
Сигэмацу видит и описывет в дневнике, как всё больше и больше соратников, друзей его и семьи страдает от лучевой болезни, а перспективы брака Ясуко становятся всё более и более маловероятными. Ясуко вступает в связь с бедняком по имени Юити, который вырезает статуэтки дзидзо и страдает посттравматическим стрессовым расстройством. Юити атакует проезжающие автомобили как «танки».

## В ролях
- Ёсико Танака — Ясуко
- Кадзуо Китамура — Сигэмацу Сидзума
- Эцуко Итихара — Сигэко Сидзума
- Соити Одзава — Сокити
- Норихэй Мики — Котаро
- Кэйсукэ Исида — Юити
- Хисако Хара — Кин
- Маса  Ямада — Тацу
- Тайдзи Тонояма — старый священник

## Награды и номинации
| Оценки критиков | Оценки критиков |
| Источник        | Оценка          |
| --------------- | --------------- |
| AllMovie        | [ 2 ]           |
| Select          | [ 3 ]           |

- Премия Японской киноакадемии[4]
- Каннский кинофестиваль 1989[5]
- Кинопремия «Майнити» (1990)[4]

Выиграны:
- премия за лучший фильм 1989 года.
- премия за лучшую женскую роль — Ёсико Танака
- премия лучшую работу художника